# Односи Србије и Кубе
Односи Србије и Кубе су инострани односи Републике Србије и Републике Кубе.

## Историја односа
Дипломатски односи са Кубом су успостављени 4. новембра 1902. године преписком тадашњег краља Александра Обреновића и председника Томаса Естраде Палме.
Тито је учествовао на 6. конференцији Покрета несврстаних 1979. на Куби.
Председник Републике Србије г. Томислав Николић је боравио у званичној посети Републици Куби од 18. до 20. маја 2015. године, на позив председника Раула Кастра.
Куба је гласала против пријема Косова у Унеско 2015.
Јануара 2023. две земље су обележиле 120 година дипломатских односа, поводом чега је штампана поштанска марка.

## Економски односи
- У 2020. укупна робна размена износила је 681.000 УСД, од чега је више од 99 процената увоз у Србију.
- У 2019. укупно је размењено роба у вредности од 1,78 милиона УСД. Извоз из Србије био је 336 хиљаде, а увоз 1,44 мил. долара.
- У 2018. размењено је укупно роба вредних 2,08 милиона УСД. Од тога је из наше земље извоз био 155 хиљада, а увоз 1,93 милиона.[5][6]

## Дипломатски представници

#### У Београду
- Густаво Триста дел Тодо, амбасадор, 2017. -
- Адела Мајра Руис Гарсија, амбасадор, 2013. - 2017.
- Мерседес Мартинес Валдес, амбасадор, 2009.
- Хулио Сесар Кансио Ферер, амбасадор, 2006. - 2009.
- др Хуан Санчес Монрое, амбасадор, 2001. - 2006.
- Омар Медина Кинтеро, амбасадор, 1997. - 2001.
- Омар Медина Кинтеро, отправник послова, 1995. - 1997.
- Педро Мануел Алварес, отправник послова, 1991. - 1995.
- Сиола Росалес Брито, амбасадор, 1987. - 1991.
- Арамис Фуентес Ернандес, амбасадор, 1982. - 1987.
- Хосе Елој Валдес Еспиноса, амбасадор, 1978. - 1982.
- др Фернандо Орес Ибара, амбасадор, 1973. - 1978.
- Хосе Луис Перес Ернандес, амбасадор, 1961. - 1973.
- Бехар Маја, отправник послова, од јануара до августа 1961.
- Густаво Алдерегиа Лима, амбасадор, 1960. - 1961.
- Хосе Куељар дел Рио, генерални конзул, 1928. - 1930.
- Еусебио Роман Ферер, генерални конзул, 1927. - 1928.
- Рафаел Сервињо Рејтор, генерални конзул, 1925. - 1926.

#### У Хавани
Амбасада Републике Србије у Хавани (Куба) радно покрива Венецуелу, Хаити, Доминиканску Републику и Јамајку,
- Данило Пантовић, амбасадор, 2017. -
- Марина Перовић Петровић, амбасадор, 2010. - 2017.
- /  Милена Луковић Јовановић, амбасадор, 2005. - 2010.
- Слободан Милић, отправник послова, 2004. - 2005.
- Љубомир Милић, отправник послова, 2003. - 2004.
- Љиљана Кадић, амбасадор, 2001. - 2003.
- Чедица Николић, отправник послова, 2000. - 2001.
- Велимир Лалевић, отправник послова, 1995. - 2000.
- /  Милутин Стојановић, амбасадор, 1990. - 1995.
- Михајло Поповић, амбасадор, 1986. - 1990.
- Роналд Стрелец, амбасадор, 1982. - 1986.
- Живојин Јазић, амбасадор, 1978. - 1982.
- Алија Вејзагић, амбасадор, 1974. - 1978.
- Војин Даковић, амбасадор, 1970. - 1974.
- Орен Ружић, амбасадор, 1967. - 1970.
- Михајло Мајер, амбасадор, 1964. - 1967.
- Бошко Видаковић, амбасадор, 1961. - 1964.
- Звонко Грахек, амбасадор, 1959. - 1961.